# اللي بالي بالك (فلم)
اللي بالي بالك فيلم مصري كوميدي من إنتاج عام 2003 وهو ثالث أفلام محمد سعد التي يقوم فيها بتأدية شخصية اللمبي بعد فيلمي الناظر واللمبي.

## قصة الفيلم
تدور أحداث الفيلم حول اللمبي (محمد سعد) الذي يدخل السجن ثم يهرب ويقع له حادث وفيه يحل محل الضابط رياض المنفلوطي بعد وفاته ويعيش حياته.

## بطولة
- محمد سعد بدور (اللمبي - رياض المنفلوطي)
- نيفين مندور بدور (فيحاء)
- حسن حسني بدور (ادهم)
- عبلة كامل بدور (الدكتورة)
- طارق الأمير بدور (هاني)
- محمد يوسف بدور (عم فتحي)
- سامح الصريطي ضيف شرف
- سامي العدل ضيف شرف
- آية مدحت العدل بدور (شاكي)

## فريق العمل
- إخراج: وائل إحسان
- إنتاج: العدل فيلم
- توزيع: اوسكار - النصر - الماسة
- تأليف: سامح سر الختم، نادر صلاح الدين
- مونتاج: معتز الكاتب
- موسيقى تصويرية: خالد حماد
- مدير التصوير: عاطف المهدي

## وصلات خارجية
- مقالات تستعمل روابط فنية بلا صلة مع ويكي بيانات
- صفحة الفيلم في قاعدة بيانات الأفلام العربية